# Nedskydningen af politifolk i Dallas (2016)
Nedskydningen af politifolk i Dallas den 7. juli 2016 var en hændelse, hvor fem politifolk blev dræbt og ni andre personer, herunder to civile, blev såret, da den afro-amerikanske Micah Xavier Johnson åbnede ild mod dem. Johnson var krigsveteran fra krigen i Afghanistan, der var vred over, at politifolk havde skudt farvede afrikanere, og han havde udtryk ønske om at dræbe hvide mennesker, særlig hvide politifolk. Johnson åbnede ild mod politifolkene ved slutningen af demonstrationer i anledning af politiets nedskydning af en sort mand kort forinden i Baton Rouge og i Minnesota i forbindelse med anholdelser ugen forinden.
Efter af have åbnet ild mod politifolk og civile flygtede Johnson ind i en bygning på El Centro College. Politiet fulgte efter og der opstod ildkamp. Om morgenen den 8. juli sendte politiet en fjernstyret bombe ind mod Johnson, der dræbte ham. Det var første gang amerikansk politi anvendte en robot til at nedkæmpe en mistænkt.
Kort efter nedskydningen var det uklart, hvor mange, der havde deltaget i angrebet, men efterforskning viste, at Johnson var den eneste snigskytte.
Den amerikanske præsident Barack Obama tog afstand til angrebet, og kaldte angrebet et "vicious, calculated, despicable attack" og en "tremendous tragedy.".